# ごみ箱
ごみ箱、芥箱（ごみばこ）とは、役に立たなくなってしまった不要なごみを入れて一時的に集めておくための容器のことである。「ごみ入れ」「ごみかご」「くず箱」「くず入れ」「くずかご」と呼ぶ場合もある。当て字で「護美箱」の字をあてることもある。

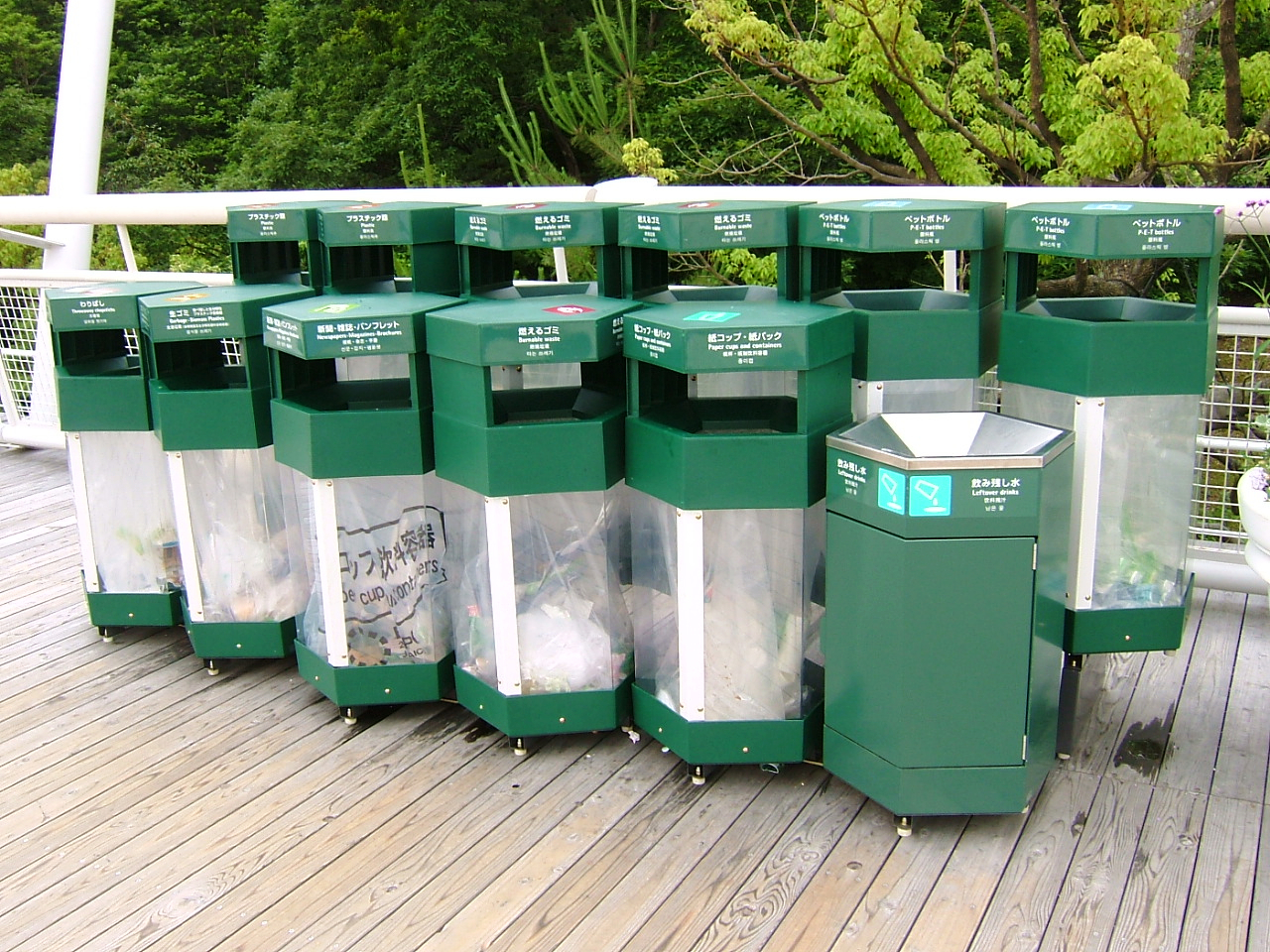
2005年日本国際博覧会(愛・地球博)開催時に設置されていたごみ箱

## 使い方

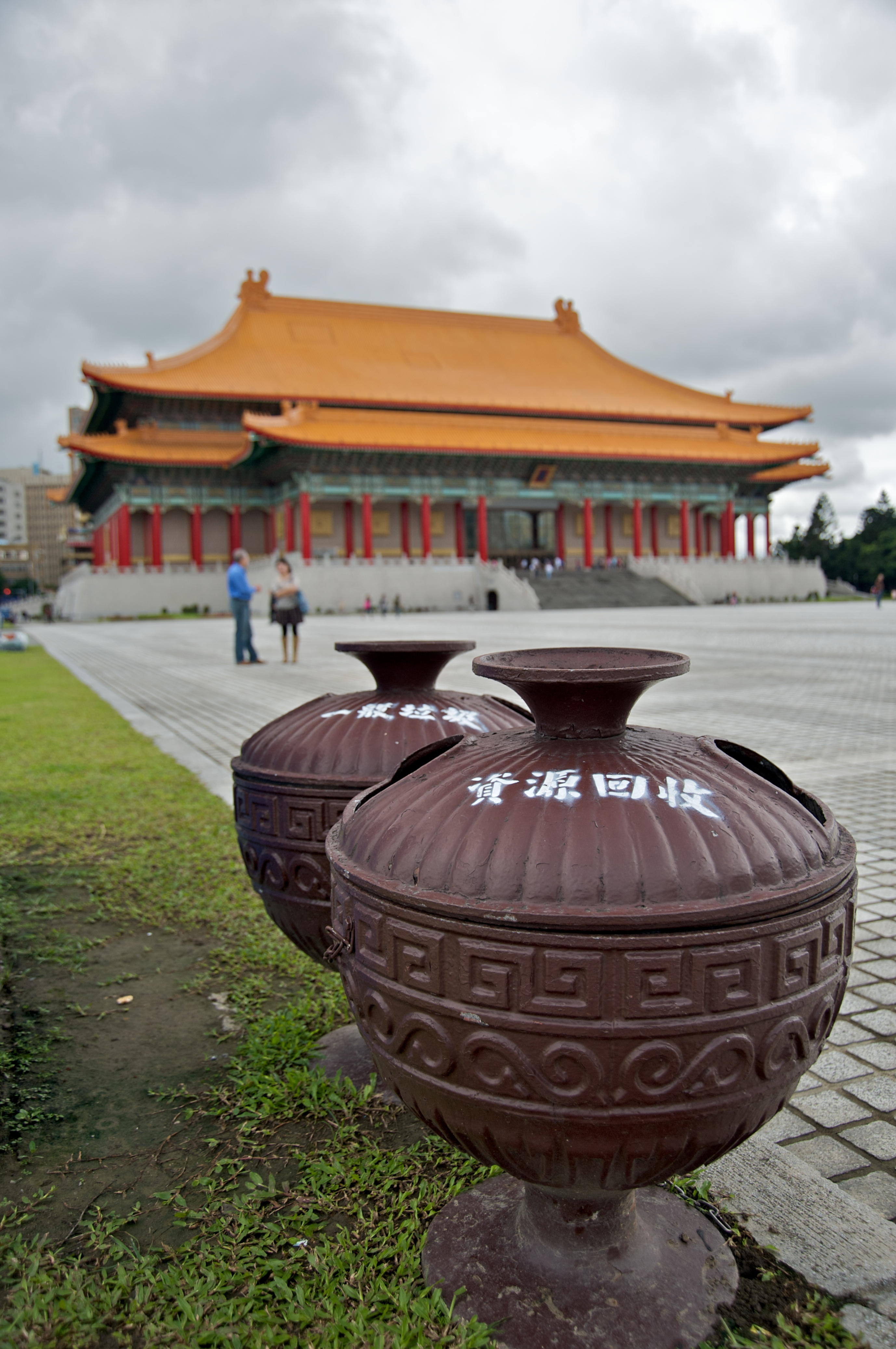
台湾の国立中正文化中心にあるごみ箱

ごみ箱はそのままで、あるいは袋を内部にかぶせて使用する。後者の場合には中身を廃棄する際に詰めなおす必要がなく、特にビニール袋を用いる場合には水分の含まれたごみ、舞ったりする埃などがある場合のごみ処理に有効である。ただし、適切に分別されていないごみを確認することが難しくなる。
分類については色々あげられるが、主として設置場所によるもの、特定の利用者が使うか不特定の利用が見込まれるか、どういったごみを入れるか、などによってその形状やサイズが決まってくる。例えば、形状としては開口部が大きいもの、特定のごみのみを分別して入れられるようにアフォーダンスを促すもの、蓋つきのものなどがあげられる。蓋付きのごみ箱には、板状の蓋で両サイドに回転軸が付いており蓋が反転するスイング式のごみ箱、衛生面を考慮して手で開かなくても足元のペダルを踏むと蓋が開く仕組みになっているごみ箱（ペダルペール）などがある。
蓋に関して付け加えると、公共の場のトイレの個室ごとに設置されているサニタリーボックスの中には、赤外線センサーにより、手を翳すと蓋が自動で開閉するものもある。
不特定の利用者が見込まれるごみ箱は、分別収集のために捨てられるごみが決まっている場合が多い。コンビニエンスストアや駅、公園にあるごみ箱には分別を示す表示があるので、それに従えばよい。最近では自治体の分別回収が導入・徹底されたことで、家庭のごみ箱も同様に分別のためにいくつかの仕切りが用意されたごみ箱が販売されている。
ごみ箱が一杯になった場合には、手や足でごみを圧縮すると空間が空く場合がある。その際は、手や足がごみで汚れたり、また内容物によって怪我をするケースがある。また、あまり強く圧縮するとビニール袋が外れたり、中にあるごみの突起部がビニール袋を破れたり、場合によっては圧縮した際に噴出する空気によって中の埃が舞ったり、ごみの内容によっては水分が飛散する事さえある。

## 分類

### 家庭用ごみ箱

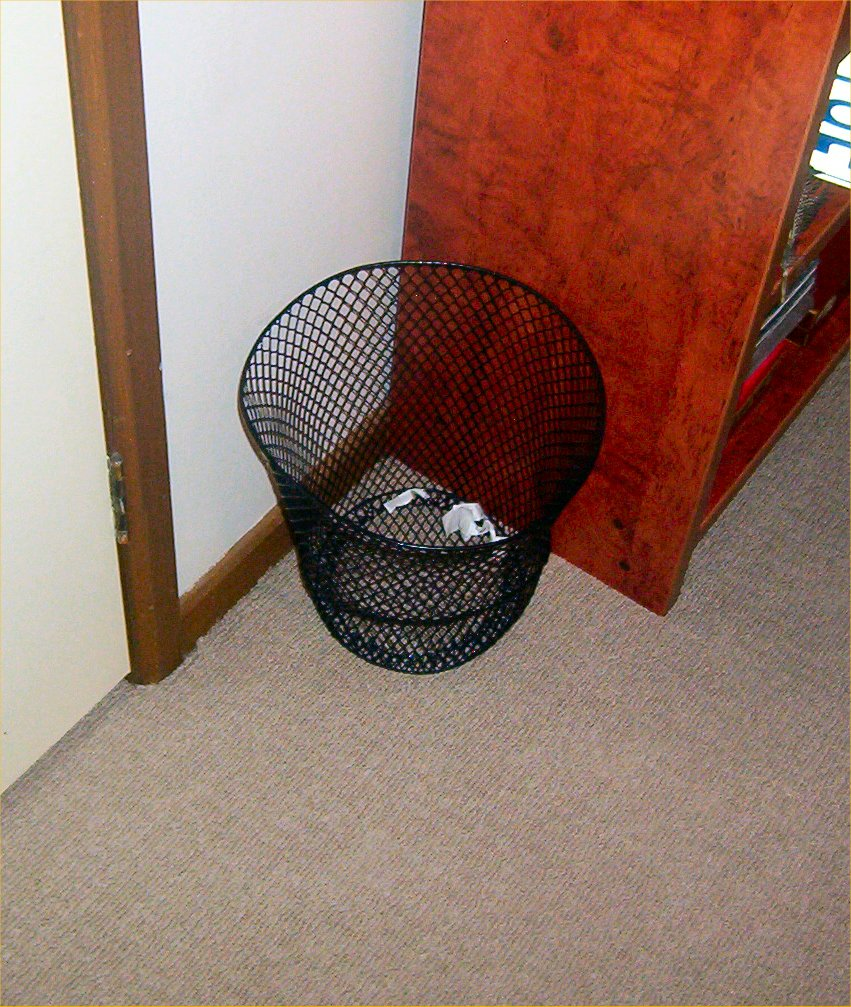
室内用ごみ箱の例

家庭では持ち運びが可能なごみ箱が用いられる場合が多い。そのため、小容量・軽量のプラスチックやブリキ製のものが主流である。従来は部屋の片隅に小さめのゴミ箱を目立たないように置くことが多かったが、最近ではデザイナーなどによって手掛けられたおしゃれなごみ箱を、インテリアの一部として用いる人も増えている。一方で、自治体による分別収集のため、段ボールで分別ごみ箱を手作りする家庭も増えている。また市販のごみ箱にも、1つで分別可能な縦型のものなどがある。このほか、ごみ箱と同じ機能を持つものとして、ごみ袋を直接掛けて用いるゴミ袋スタンドがある。
台所では多くの場合生ごみが出ることから、臭いや虫を防ぐため、蓋付きの密閉性のあるごみ箱が好まれる。また、他の部屋で出たごみをまとめる役割のごみ箱として、ポリバケツなどの大容量のごみ箱が用いられる場合も多い。生ごみを家庭菜園の肥料に再利用するため、家電メーカーから発売される生ごみ処理機を使う家庭も増えている。

### 企業用ごみ箱
環境問題への取り組みとして、企業ではごみを細かく分別してリサイクルしている場合が多い。企業では大量のごみが出るため、家庭用に比べて容量も大きく丈夫な素材で作られているごみ箱が用いられることが多く、一時的にごみを集積するための室または屋外にストックする場所が設けられることが多い。また、オフィスでは機密性の高い文書を廃棄するための鍵付きの専用の回収箱が用いられることもあるほか、厨房施設では水切り付きのごみ箱、化学薬品を取り扱う工場などでは耐火性のあるごみ箱、医療・福祉施設では汚臭の出やすいオムツ専用のごみ箱など業務内容に合わせて専用のごみ箱が設置されることもある。

### 飲料容器回収用ごみ箱

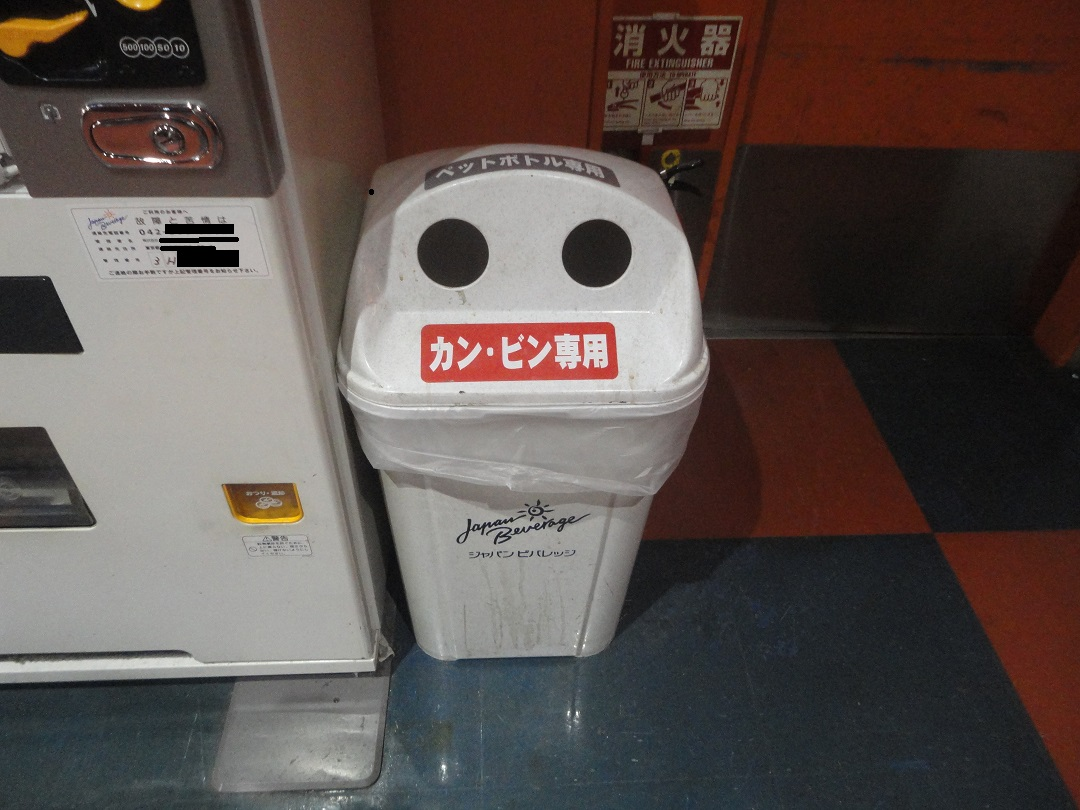
缶・ビン・ペットボトル回収用のゴミ箱。

飲料容器はリサイクルが可能であるため、自動販売機脇やコンビニエンスストア、鉄道の駅などには飲料容器専用のごみ箱が設置されている。穴が1つのものと2つのものがあるが、2つのものの片方の穴にはスターバックスなどで提供される使い捨て容器が詰まってしまっている場合が多く見受けられる。また、飲料容器専用のごみ箱に普通のごみを捨ててしまう人や、新聞・雑誌などをごみ箱周辺にポイ捨てする人もいるため、ごみ箱の設置を嫌がる事業主も多い。
これら問題への対策として一般社団法人全国清涼飲料連合会は「自販機横新機能リサイクルボックス」を業界統一仕様とした。下から飲料容器を投入する形状、ゴミ箱らしさのないオレンジ色の塗装として異物混入の減少を狙っている。
個別の容器回収用のごみ箱の種類としては次のようなものがある。
- 缶
- ビン
- ペットボトル - キャップ用の穴が別に用意されているものもある。
- 紙パック、紙コップ - ストロー専用のごみ箱が設置されている場合もある。

### 屋外用ごみ箱

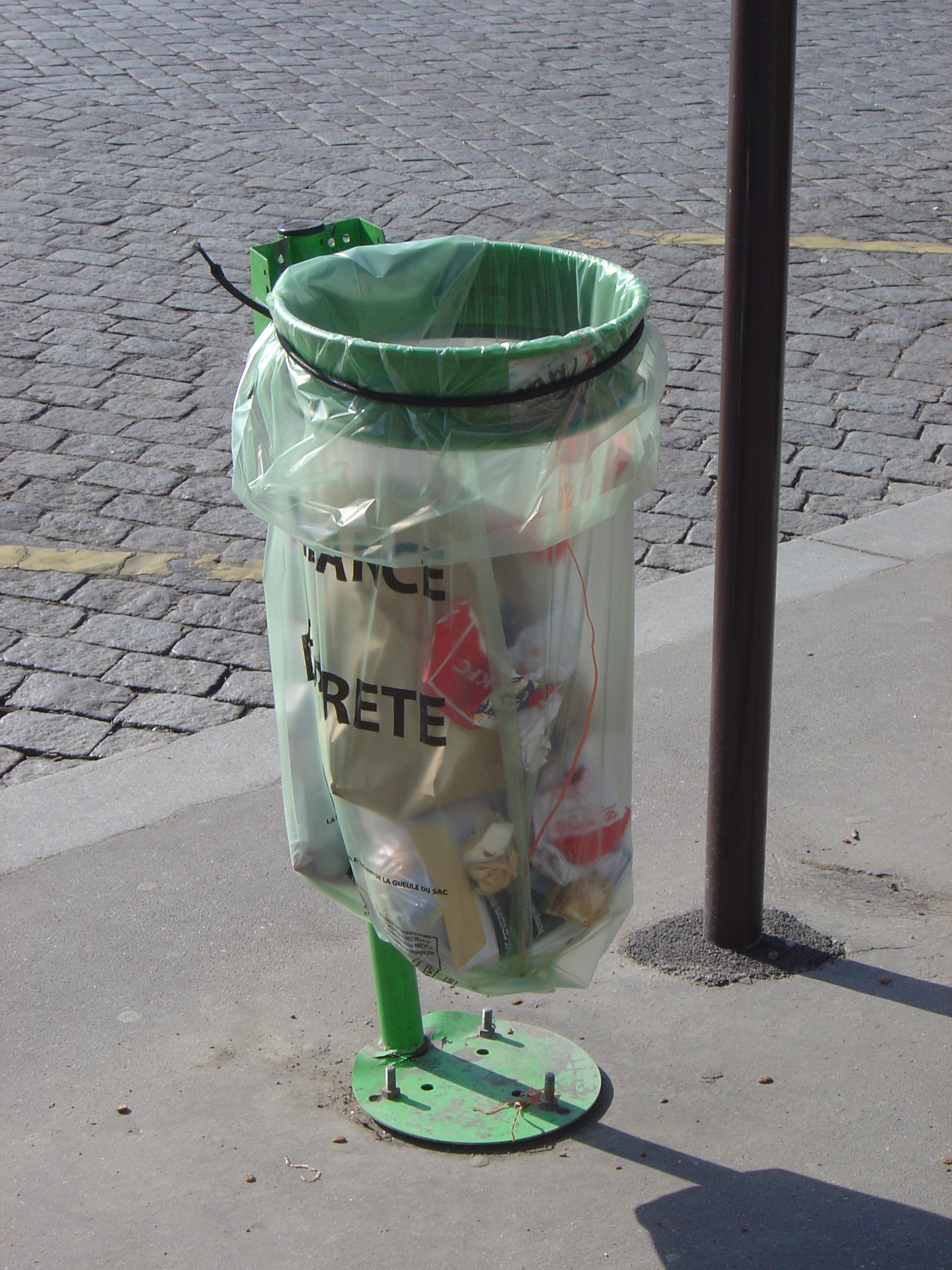
1995年の爆弾テロ以来、フランスにおける屋外のごみ箱は、こういった中身の見えるものになった

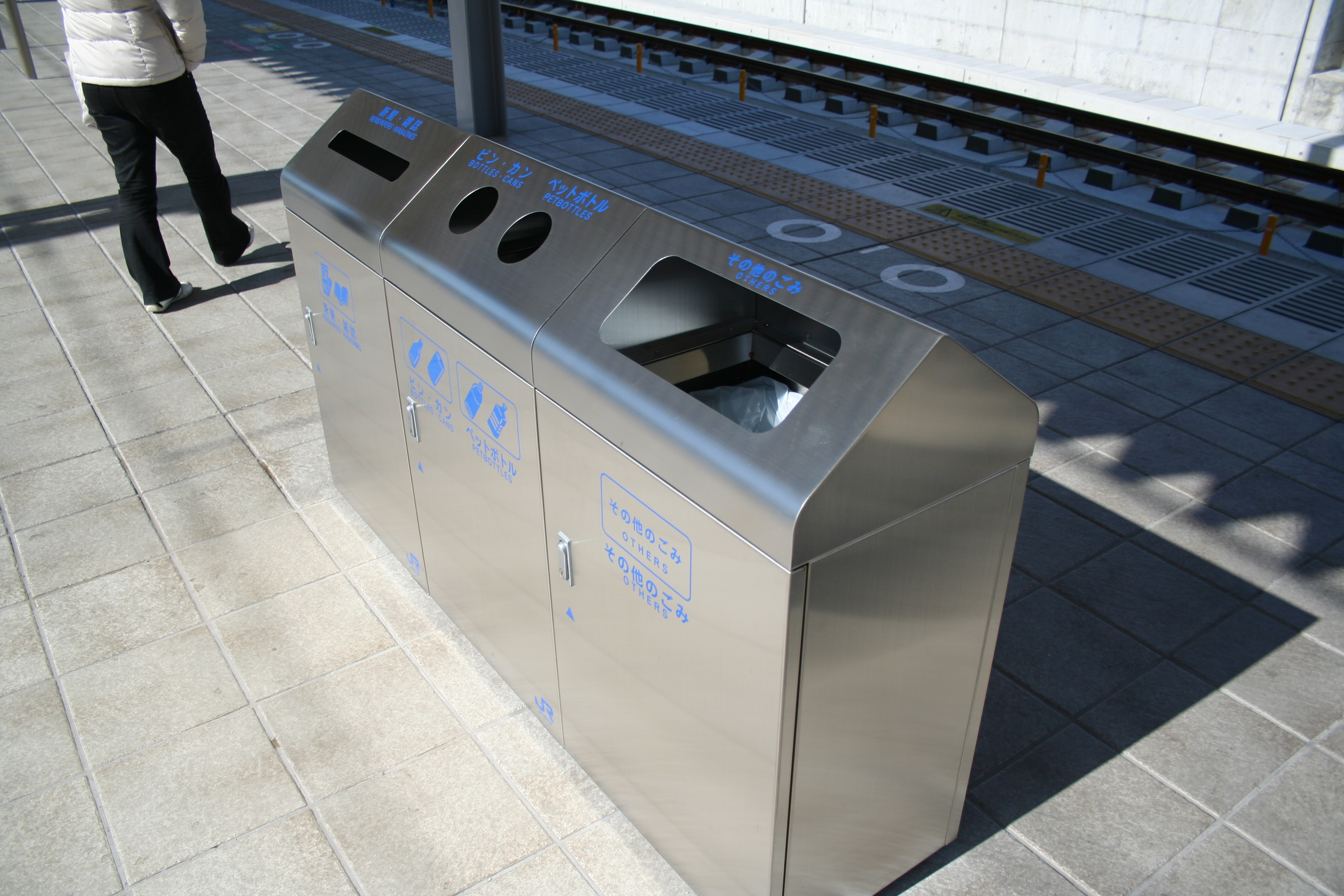
鉄道駅などのプラットホームに設置されているゴミ箱。新聞・雑誌・空き缶・ペットボトルその他などに分けられている。(姫路駅にて撮影)

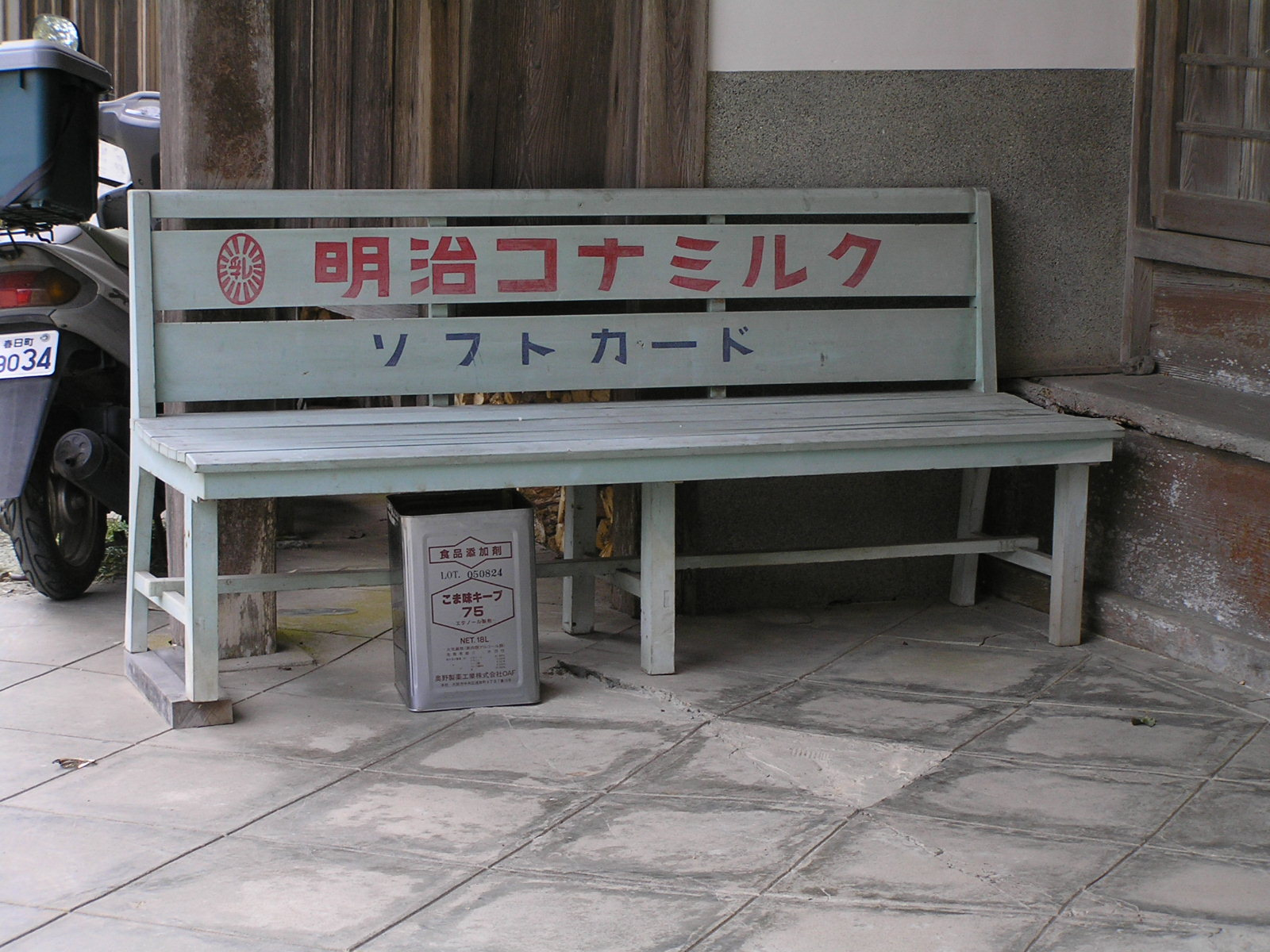
一斗缶をごみ箱として代用？

屋外のごみ箱は丈夫である必要があるため、金属製のものが多い。雨による錆の心配があるため、ステンレス製のものが多いが、公園などでは金網タイプのものも多い。ただし、一時的な屋外イベントなどで用いられる製品の中には段ボール製のものも販売されている。

#### 屋外用ごみ箱の減少
屋外にごみ箱を設置すると、周辺がごみで汚れるため管理が難しい。また分別収集に対応するためには複数個のごみ箱を設置する必要があるが、それだけのスペース管理もコストがかさむ。場合によっては自動車利用者も含め不特定多数が利用する事から、きちんと分別しない事もあり、そういった多々の理由によって対応できていない場合がほとんどである。
分別ごみに比べて分別されていないごみの処理費用は高いため、行政・民間ともに設置を嫌がって撤去する傾向にある。また資源ゴミなどとの分別もされない場合はゴミ総量も増加する。そういった、コストやごみ減量の観点から屋外設置のごみ箱は年々減少傾向にある。その結果、設置されているごみ箱にごみが集中してしまい、あふれてしまうごみ箱が増えている。あふれたごみ箱の周辺にはポイ捨てが多くなるため、管理を諦めて撤去されることにより減少傾向はさらに加速している。テロ対策のため、その傾向はさらに加速し、分別ごみ箱を大量に設置していた鉄道事業者においてもプラットホーム上のごみ箱が撤去されてきている。2010年現在では、鉄道会社の各社局によってごみ箱の設置状況は様々であるが、JRなどでは透明で中身が確認しやすいごみ箱を開発し、駅員の目が届きやすい範囲において再設置している。東京メトロでは、営団地下鉄時代に発生した地下鉄サリン事件を教訓とし、ホーム上のゴミ箱を完全に撤去し、現在ではごみ箱設置場所を改札付近のみとしている。また天皇・皇后の行幸時や、海外の要人来日時はコインロッカーと共に撤去または封印して使用禁止にされる。
ごみ箱の設置は国によって法律で定められているが、現状ではコンビニエンスストアや鉄道事業者などの民間企業、市街地清掃活動を行う非営利法人に、市町村が頼っている状況にある。市町村によってはペットボトルをごみ収集において回収せず、コンビニエンスストアやスーパーマーケットなどに設置された回収用ごみ箱に入れることを求めている。このように、企業が設置しているごみ箱は行政システムの一部となっている。
使い捨て容器を利用した商品がある限り、ごみを屋外で捨てたいというニーズも存在する。現在ではごみ箱の設置者もしくはポイ捨てされたごみの清掃者がごみの処理費用を負担しているが、上記のようにごみ処理費用の押し付け合いが行われてしまっているのが現状である。使い捨て商品を利用しない市民が、使い捨て商品のごみ処理費用を納税を通じて支払っているとも考えられる。そのため、サービスを提供する企業側、もしくはサービスを受ける消費者が処理費用を負担することを望む声も多い。このような背景の下、容器包装リサイクル法の改正運動や、企業側の社会的責任を求める運動が行われている。

### ごみ収集用のゴミ箱

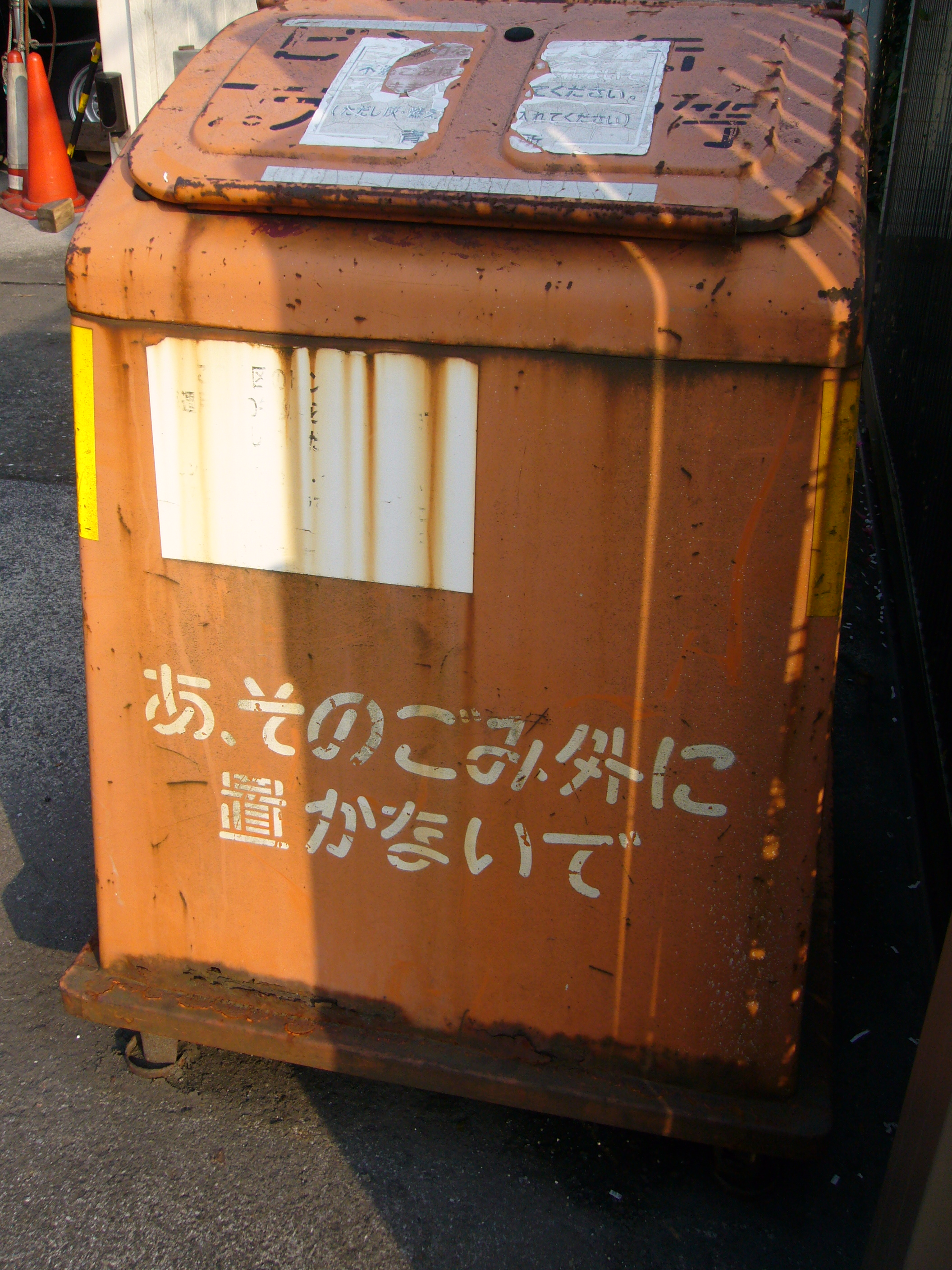
不燃物用のオレンジ色のダストボックス（青梅市？、2009年）

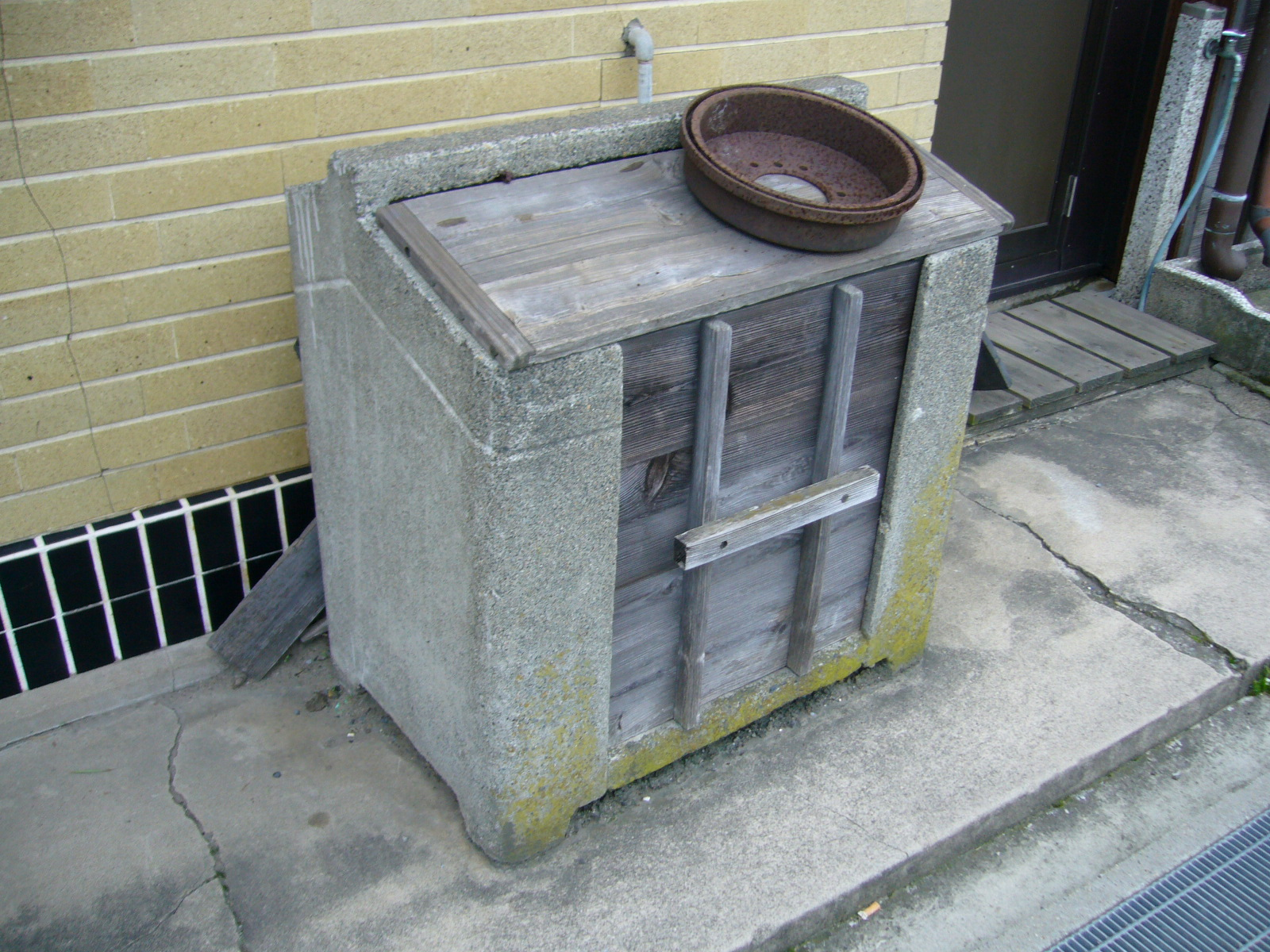
かつて、屋外に置いて使われたごみ箱

自治体によっては、大きなゴミ箱を域内の各所に設置し、そこからゴミを収集していく方式をとっているところがある。日本では、東京都府中市が1967年（昭和42年）に初めて導入し、その後追随する自治体も現れた。
ゴミ箱に捨てる方式だと24時間365日いつでもゴミを捨てられる、カラスなどに荒らされることがないため衛生的であるほか、ダストボックスをユニック車で釣り上げて収集するため、自治体にとっても人手がかからずに効率よく収集できるなどメリットが多かったが、分別が徹底されない、周辺の自治体から越境してゴミが捨てられるなどの問題があり、全域に導入していた唯一の自治体である府中市も、2010年（平成22年）2月2日からダストボックスを廃止し、ゴミの有料収集に切り替えた。

#### ごみ収集制度以前のごみ箱
現在のように収集車によるごみ収集制度が定められる以前の、昭和初期から30年代頃までは、家庭の前にコンクリート製もしくは木製のごみ箱が置いてあった。この箱の上蓋を開けてごみを入れていた。回収する際は、回収者が前面の蓋を開けてごみを回収し、大八車などで運んでいた。

## ダストシューター
一般住宅やマンション、学校などの建築物の上層階、高所作業を行う工事現場などでは、地上に設けた専用のごみ集積場所に直接ごみを廃棄できるようにしたダストシューターが設置されている場合もある。